# John French Sloan
John French Sloan (2 de agosto de 1871 - 8 de septiembre de 1951) fue un pintor y grabador estadounidense. Durante su vida fue integrante del grupo de artistas denominado «The Eight», fundadores de la escuela Ashcan, un movimiento pictórico realista, donde se convirtió en uno de los miembros más destacados. Se caracterizaba por sus escenas de género urbano, donde demostró en varias ocasiones su habilidad para capturar la esencia de la vida de barrio neoyorquina, a la cual retrataba la mayor parte de veces desde su ventana. Sloan es considerado como «el primer artista de la escuela Ashcan en pintar inagotablemente la energía y vida de la ciudad de Nueva York durante las primeras décadas del siglo XX», y uno de los primeros artistas realistas en dicho siglo, «en adaptar a su obra pictórica los fundamentos del socialismo, poniendo su talento artístico al servicio de esas creencias».

## Biografía
John Sloan nació en 1871, en la ciudad Lock Haven, Pensilvania. Su padre James Dixon, era un hombre con inclinaciones artísticas que a lo largo de su vida tuvo inestabilidad laboral por lo cual se desempeñó en varios trabajos, y su madre fue Henrietta Sloan, una profesora procedente de una familia acomodada. Sus primeros años se desarrollaron en Filadelfia, Pensilvania, ciudad donde vivió y trabajó hasta 1904, que fue el año en que decidió trasladarse a la ciudad de Nueva York. Desde temprana edad se le fomentó el dibujo y la pintura, al igual que a sus dos hermanas. En el otoño de 1884 ingresó a la escuela secundaria Central High en la ciudad de Filadelfia, y entre sus compañeros se encontraban William Glakcens (reconocido pintor) y Albert C. Barnes (coleccionista de arte e inventor).
En la primavera de 1888, su padre sufrió una crisis nerviosa que no le permitió volver a trabajar, obligando a Sloan con tan sólo dieciséis años a mantener económicamente a sus padres y hermanas. Abandonó la escuela para poder trabajar a tiempo completo como asistente de caja de la librería Porter and Coates. Sus obligaciones en dicho trabajo eran simples, permitiéndole muchas horas libres para leer libros y examinar las obras de grabado realizadas en el departamento de impresión. En aquel lugar, fue donde creó sus primeros trabajos artísticos, entre los cuales constan algunas copias en tinta y a pluma de las obras de Alberto Durero y Rembrandt. También comenzó a realizar aguafuertes, los cuales se vendían en el negocio por una modesta suma. En 1890, un antiguo vendedor de Porter and Coates llamado A. Edward Newton abrió su propia librería y le ofreció un salario más alto, razón por la cual Sloan renunció a su trabajo. En su nuevo empleo diseñaba tarjetas de felicitación, calendarios y también aguafuertes. Durante ese año asistió a una clase de dibujo nocturna en el Spring Garden Institute, donde recibió su primer entrenamiento de arte formal.
Al poco tiempo abandonó el negocio de Newton, con la misión de alcanzar una mayor libertad como artista freelance, pero su empresa no recaudó los ingresos esperados por lo que aceptó en 1892 un trabajo como ilustrador en el departamento de arte del periódico The Philadelphia Inquirer. Meses después se inscribió en el Pennsylvania Academy of the Fine Arts, donde tuvo la oportunidad de ser alumno de Thomas Pollock Anshutz. Entre los estudiantes de su clase se encontraba su viejo compañero de secundaria, William Glackens. 
En la Navidad de 1892, Sloan conoció a Robert Henri, un carismático defensor de la independencia artística que se convertiría en uno de sus mentores. A partir de este momento, Sloan se dedicó al arte seriamente, y los dos han sido considerados como la fuerza impulsora de la escuela Ashcan, que redefiniría el arte en los Estados Unidos.
Hacia finales de 1895, tomó la decisión de marcharse de The Philadelphia Inquirer para trabajar en el departamento de arte del periódico The Philadelphia Press. El horario de su nuevo empleo era menos rígido, permitiéndole dedicarse más tiempo a la pintura. Como gesto de ánimo y amistad, Henri frecuentemente le enviaba reproducciones de las obras de artistas europeos como Manet, Hals, Goya y Velázquez.
En 1898, Sloan que era un poco tímido conoció a Anna Maria (Dolly) Wall, e inmediatamente los dos se enamoraron. Sloan aceptó enfrentar todas las dificultades que presuponía iniciar una relación con Dolly, debido a que esta sufría de alcoholismo y su historia sexual incluía la prostitución —a pesar de que ella trabajaba durante el día en un almacén, Sloan la conoció en un burdel. Se casaron el 5 de agosto de 1901. Dolly creía en el absolutamente y lo apoyaba, sin embargo, su inestabilidad mental y frecuentes decaídas causaron muchas crisis matrimoniales en la pareja.
Hacia 1903, había producido alrededor de sesenta pinturas al óleo. En abril de 1904, se mudó a la ciudad de Nueva York, y se estableció en el barrio residencial de Greenwich Village, donde pintó algunas de sus obras pictóricas más famosas como McSorley’s Bar, Sixth Avenue Elevated at Third Street y Wake of the Ferry. El período de su vida en Nueva York ha sido considerado como su etapa artística más prolífica, a pesar de que vendió muy pocas obras. Sin embargo, sus ganancias realizando crucigramas semanales y como artista freelance del periódico The Philadelphia Press lo ayudaron a solventar sus gastos diarios, permaneciendo en aquel empleo hasta 1910. Alrededor de 1905, empezó a realizar ilustraciones de libros que le ayudaron a complementar sus ingresos mensuales como La piedra lunar y otras publicaciones como Colliers’s Weekly, Good Housekeeping, Harper’s Weekly, The Saturday Evening Post y Scribner’s Magazine.
En un último esfuerzo por ayudar a su esposa a dejar su adicción por el licor, consultó a un doctor el cual sugirió a Sloan que escribiese un diario donde debía incluir los pensamientos más profundos que sentía por ella, todo esto con la esperanza de que ella lo leyese por causalidad y se liberase del temor que sentía de que su esposo la abandonase. Durante el periodo de 1906 hasta principios de 1913, el diario creció más allá de su propósito inicial, y la publicación de este en 1965 sirvió a los investigadores para conocer una detallada crónica de las actividades diarias e intereses de Sloan.

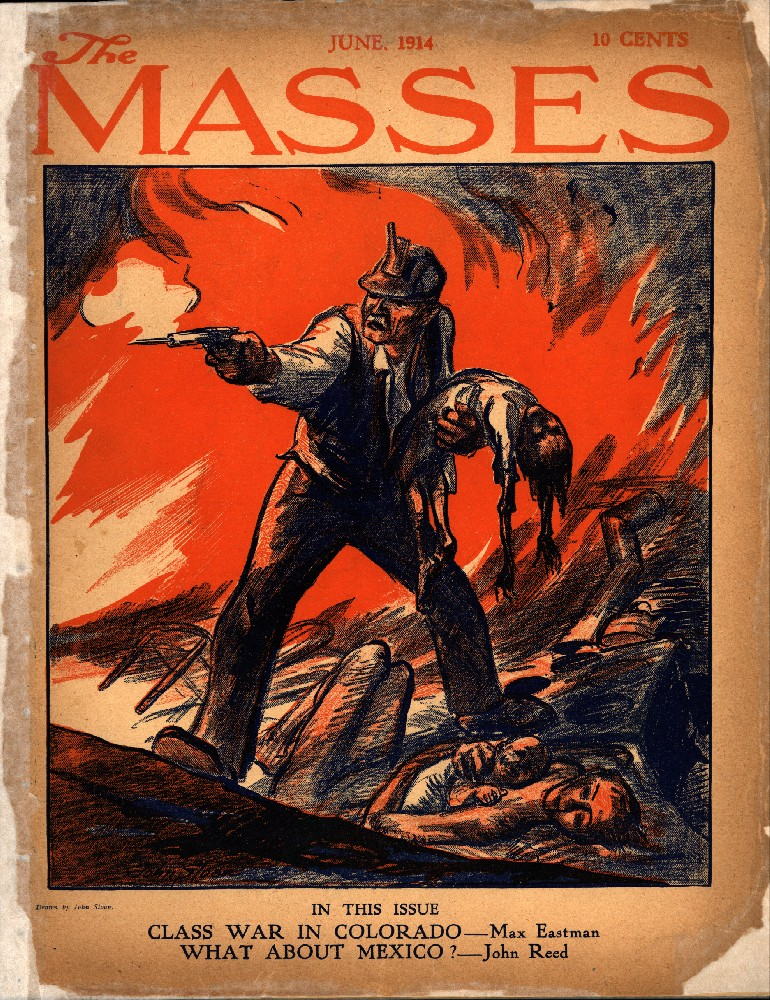
Portada de la revista The Masses realizada por Sloan en 1914, y donde representa la Masacre de Ludlow.

El descontento creciente de Sloan hacia lo que el consideraba «un gobierno de la plutocracia», lo llevó a que se hiciese miembro del partido socialista en el año de 1910. Es así que se convirtió en editor artístico de la revista The Masses, y su primer trabajo inició con la edición del fascículo de diciembre de 1912. También contribuyó con varios dibujos en otras revistas socialistas como Call y Coming Nation. A pesar de todo, a Sloan le disgustaba la propaganda política, por lo que su trabajo en la revista carecía de la apertura requerida. Esto era algo inaceptable para muchos de sus compañeros de trabajo en The Masses, por lo cual se vio obligado a renunciar en 1916. Años más tarde se desilusionaría del partido comunista de los Estados Unidos; sin embargo, mantenía la esperanza de que la Unión Soviética alcanzaría su propósito de crear una sociedad igualitaria.
En 1913 participó en el Armory Show. Fue uno de los miembros del comité organizador, y exhibió dos pinturas y cinco aguafuertes. Ese mismo año el coleccionista Albert C. Barnes compró una de las pinturas de Sloan, y generalmente se ha creído que esa fue la primera pintura que vendió, pero en realidad era la cuarta. Durante el tiempo que estuvo en el Armory Show, estuvo expuesto a obras pictóricas de artistas europeos donde claramente se percibían las tendencias modernistas, causando una impresión en Sloan que le produjo una transformación en su visión artística, alejándolo de los temas urbanos que había pintado los últimos diez años. En los veranos de 1914 a 1915, viajó a Gloucester, Massachusetts, donde se dedicó a pintar paisajes al aire libre, con un estilo más colorido influenciado por Vincent van Gogh y los fauvistas.
A inicios de 1914 empezó a dictar clases en la Liga de estudiantes de arte de Nueva York, donde permaneció por alrededor de diez años. También enseñó arte por una breve temporada en George Luks Art School. Sus estudiantes lo respetaban por su conocimiento práctico y su integridad, pero temían sus comentarios mordaces. A pesar de su fama había vendido pocas pinturas, razón por la que con frecuencia comentaba a sus estudiantes: «Yo no tengo nada que enseñarles que les permita ganarse la vida».
En 1918 pasó su último verano en Gloucester, y durante los siguientes treinta años transcurriría los veranos en Santa Fe, Nuevo México, donde los paisajes desérticos le inspirarían a concentrarse en una nueva interpretación de la forma. Cabe mencionar que la mayoría de obras que iniciaba en verano las concluía en Nueva York. En este periodo desarrolló un interés por el arte y las ceremonias de los amerindios, volviéndose defensor de los artistas de dicho origen. Diego Rivera fue uno de los artistas que Sloan defendió, y declaró que Rivera era «el único artista del continente que estaba al nivel de los antiguos maestros de la pintura». La Sociedad de artistas independientes, de la cual era miembro cofundador desde 1916, fue la encargada en realizar la primera exposición en los Estados Unidos de Rivera y de José Clemente Orozco.
En 1943, Dolly murió a causa de una enfermedad coronaria. Después de un año, Sloan contrajo matrimonio con Helen Farr, quien fue una de las personas responsables de la conservación de las obras artísticas de su marido. El 8 de septiembre de 1951, Sloan falleció debido a un cáncer en la ciudad de Hanover, Nuevo Hampshire.

## Carrera

### Entrenamiento

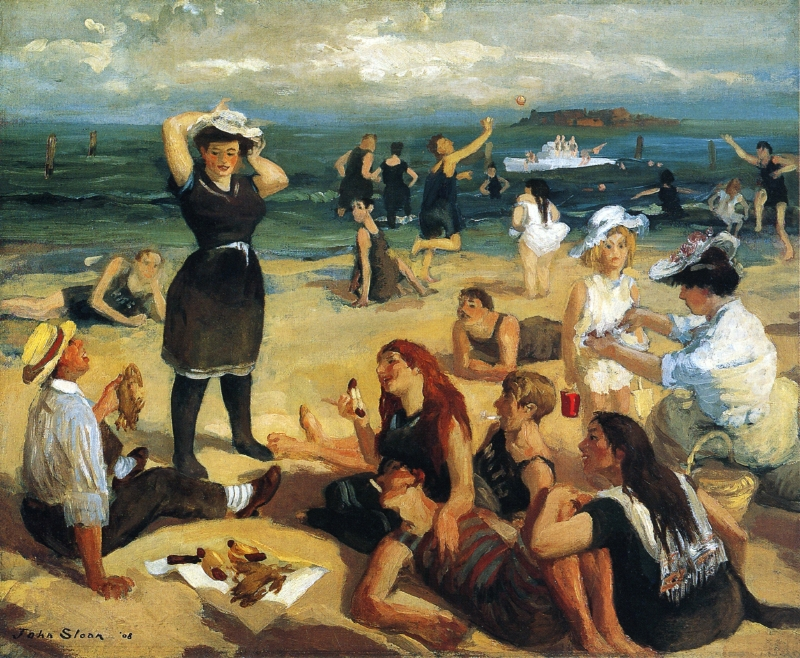
South Beach Bathers (1907-08) realizado por John French Sloan.

La preparación de Sloan como pintor consistió principalmente en el estudio y reproducción de obras de pintores famosos como Rembrandt, y además en las lecciones de arte que recibió en varios institutos. Una parte esencial de su formación como artista fue la orientación que recibió de Robert Henri y a eso se suma la experiencia laboral que obtuvo como grabador y dibujante. Según algunos documentos, la escuela secundaria a la que asistió Sloan poseía un buen departamento de arte, pero no se tiene certeza de que haya recibido algún tipo de entrenamiento artístico. Antes de que ingresara a Pennsylvania Academy of the Fine Arts, ejerció varios trabajos en las áreas de dibujo, grabado, y creación de obras de arte para su comercialización. Uno de sus profesores en la academia de arte fue Thomas Pollock Anshutz. La experiencia que obtuvo de sus trabajos como editor de arte en algunas publicaciones le ayudaron a ampliar sus conocimientos artísticos, y también dichos trabajos permitieron que tuviera el tiempo libre necesario para dedicarse y explorar el arte. La tutoría que Sloan recibió de Henri fue clave en su entrenamiento, ya que le animó a que pintara más y le introdujo al trabajo de varios artistas, los cuales le servirían como referencia para estudiar las diferentes técnicas, estilos y composición. Además la lectura de libros como: Los elementos del dibujo de John Ruskin y Manual de pintura al óleo de John Collier serían fundamentales en su aprendizaje. Sloan creía que los estudios que hizo en la academia de arte de Pensilvania, y sus primeras experiencias en la ciudad de Filadelfia fueron equivalentes a su educación universitaria. 

### Primeras influencias

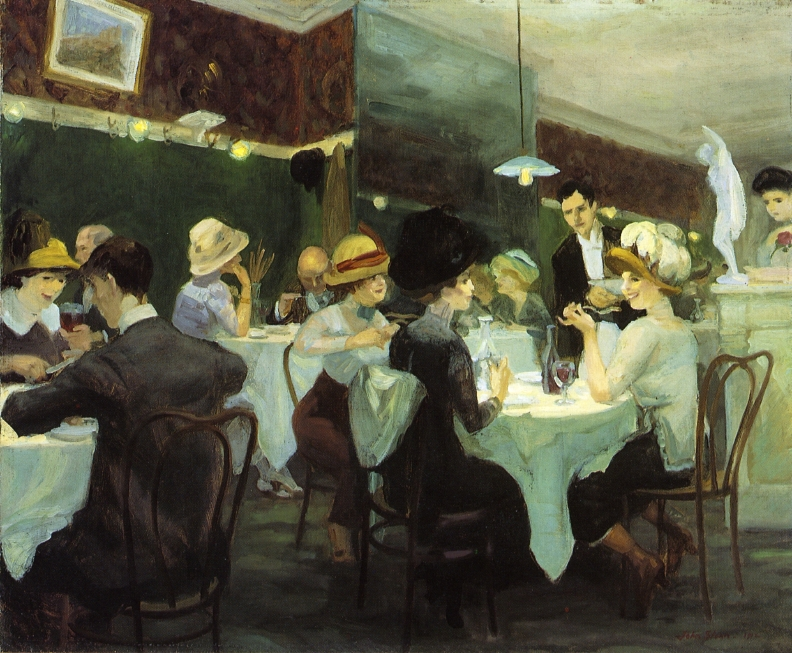
Renganeschi's Saturday Night (1912) por John French Sloan.

Desde temprana edad estuvo expuesto a numerosos libros y reproducciones de arte que pertenecían a su tío, Alexander Priestley, el cual poseía una amplia colección en su biblioteca. Uno de los artistas que descubrió entre los libros y que influiría en su obra fue el caricaturista inglés John Leech. Es así que varios de los dibujos que realizó en el periódico The Philadelphia Press reflejaban el estilo de Leech, de Charles Keene y George du Maurier. Los trabajos de este período de Sloan muestran una combinación de influencias de artistas europeos de los siglos XIX y XX como Walter Crane, y también revelan algunos estudios que realizó de Botticelli e incluso de las estampas japonesas.
Posiblemente las primeras pinturas de Sloan pueden haber sido influenciadas indirectamente por Thomas Eakins, el cual había influenciado a Anshutz, uno de sus profesores en la academia de arte The Pennsylvania Academy of the Fine Arts. En 1893 Sloan y Glackens comenzaron a frecuentar una vez por semana el estudio de Henri, donde se reunían varias personas para discutir libros como Modern Painting de George Moore y Talks on Art de William Morris Hunt. «Eakins y Moore enfatizaban la importancia de la vida en el arte, y a Henri se le ha dado el crédito de haber transmitido esta idea a los jóvenes artistas que trabajaban en los periódicos».

## Estilo y la escuela Ashcan
Fue uno de los miembros de «The Eight» (en español, "Los ocho"), un grupo de pintores estadounidenses de estilo realista, el cual estaba conformado por: Robert Henri, Everett Shinn, Arthur B. Davies, Ernest Lawson, Maurice Pendergast, George Luks y William Glackens. A "los ocho" se les identificó como la escuela Ashcan, a pesar de que Sloan despreciaba dicho término. A diferencia de Henri, Sloan no era un pintor simplista, y trabaja minuciosamente en sus obras, razón por la cual Henri realizó un comentario sobre él en el que declaraba: «Sloan fue el participio pasado de 'lento'». Cuando Galckens y Sloan estuvieron trabajando en el periódico The Philadelphia Inquirer, usualmente se le encomendaba a Glackens los reportajes de noticias recientes ya que era un experto en realizar bocetos de manera rápida. Su enfoque lento y metódico en la realización de bocetos también lo aplicó en sus pinturas. Su enfoque en la creación de arte realista estaba basado en las imágenes que había observado y recordado (algunas veces incluso escribía una breve descripción) en vez de que efectuase bocetos directamente en el lugar, sin embargo su manejo autográfico de la pintura y de los grabados trasmiten la idea de que hubiesen sido dibujados rápidamente. El efecto es conceptual en vez de perceptual, y Sloan lo encasilló bajo el término denigrante de «pintura visual». Esta era una de las características principales de su estilo, el cual concordaba con el objetivo de la escuela Ashcan de presentar el tema al espectador con toda la sensación apremiante de una foto instantánea.
Sloan solía observar la ciudad y la vida de sus habitantes en el momento en que interactuaban en su escenario íntimo. Estaba interesado en la «realización de escenas de género: escenas de la calle, de la vida de los restaurantes, de los salones, de los transbordadores, de las azoteas, de los patios, incluyendo un amplio catálogo de temas ordinarios».